# 小带鱼
小带鱼（学名：Eupleurogrammus muticus）为带鱼科小带鱼屬的鱼类。分布于印度洋北部沿岸、东至日本、南至印度尼西亚以及沿海等，屬于近海暖温性鱼类，棲息深度可達80公尺。本魚身體極度拉長側扁，並逐漸變細到一個點，無尾鰭;腹鰭的存在，側線幾乎沿著中間體，或略靠近腹側的輪廓。體色鋼鐵般藍色帶金屬反射，體長可達70公分，棲息在沿海，屬肉食性，以甲殼類、小魚、烏賊等為食，可做為食用魚。